# 麦克贝斯·西巴亚
诺图夫科·麦克贝斯-毛·西巴亚（英語：Ntuthuko MacBeth-Mao Sibaya，1977年11月25日—）是一名南非足球运动员，目前效力俄罗斯足球超级联赛的喀山鲁宾。